# Batista Cepelos
Manuel Batista Cepelos (Cotia, 10 de dezembro de 1872 — Rio de Janeiro, 8 de maio de 1915) foi um  poeta, tradutor, romancista, e teatrólogo brasileiro, que viveu trabalhando como policial, advogado e promotor público. Notabilizado principalmente por suas traduções, especialmente de poemas de Stephane Mallarmé, foi provavelmente o primeiro a publicar uma tradução deste poeta em livro no Brasil, posto que a única tradução anterior de um trabalho do poeta francês saiu em revista, não coincidindo com as obras traduzidas pelo poeta paulista. Luís Gastão d'Escragnolle Dória teria sido, conforme o pesquisador especialista em Mallarmé, Júlio Castañon Guimarães, na verdade, o autor da primeira tradução do poeta francês no Brasil, publicada na revista Rua do Ouvidor, em 1901. Apesar disso, José Paulo Paes aponta Cepelos como o primeiro, muito embora seja a data de suas traduções difícil de ser precisada. Era ,conhecido como Baptista Capellos, Baptista Cepellos ou simplesmente Batista Cepelos.

## Biografia

### O poeta
No trabalho poético de Batista Cepelos a poesia própria e as traduções de poemas se mesclam.  O autor figura na Poesia Simbolista de Péricles Eugênio da Silva Ramos. Sílvio Romero, no entanto, em observação muito mais antiga, ao tratar dos parnasianos, depois de citar Mário de Alencar, Goulart de Andrade e outros, acrescenta, em nota: "A estes devem-se juntar os recentes: Jonas da Silva, C. Porto Carreiro, Batista Cepelos e Luís Edmundo". Em verdade, Cepellos tinha traços mais simbolistas, sobretudo na obra Vaidades. No entanto, é justo que por causa de livros como Bandeirantes, obra que mereceu prefácio de Olavo Bilac, o autor seja inserido também nesse rol de autores parnasianos.
Em Vaidades, Júlio Castanõn Guimarães, o autor mesclou seus poemas às suas traduções,com trabalhos que datam de 1899 a 1908, sem precisar a data de cada um destes. Constando aí a tradução do célebre "O Azul", do poeta francês Mallarmé. Traduziu também poetas como Francisco de Góngora e Paul Verlaine.
A mesma tradução do poeta francês por Cepelos, um dos pais da poesia de vanguarda ou moderna, consta do "Livro de ouro da poesia da França", mais recente, das edições Ediouro.
Um poema em prosa de Cepelos (constando como Baptista Capellos) pode ser vista no semanário O Pharol, Orgam literário, crítico e noticioso, de Cuiabá, localizado aqui através dos arquivos da Biblioteca Nacional.

### O romancista
Enveredou também pelo romance realista, publicando O vil metal, em 1910, que mereceu crítica de Lúcia Miguel Pereira, em sua Prosa de Ficção, página 139: "Também o poeta Batista Cepellos se mostrou, com O vil metal (1910), um naturalista retardatário. Nessa tentativa de estudar o meio argentário de São Paulo e a ação corruptora do dinheiro adivinha-se o autor superior à obra, mais narrador - e bom narrador, embora por demais preso a Eça de Queirós - do que criador. Algumas páginas cheias de vida e movimento, como as caricaturas do literato falhado e do falso jornalista, explorador dos ricaços, mal compensam o convencionalismo dos tipos".

### Vida fora das letras
Foi inicialmente miliciano da Força Pública paulista, tendo os estudos de Direito financiados pelo senador Peixoto Gomide, e a convivência levou o escritor a apaixonar-se pela filha do senador. O casamento foi marcado, mas o político repentinamente assassinou a filha e, em seguida, se suicidou, revelando antes que os noivos podiam ser irmãos. O escritor, chocado, mudou-se para o Rio de Janeiro.
Em 1915, foi nomeado promotor público para Cantagalo, localidade do interior do estado do Rio de Janeiro.
Tentara, por três vezes sem êxito, ingressar na Academia Brasileira de Letras. No mês da inauguração do Teatro Trianon, a Companhia de Cristiano de Sousa levou à cena a peça Maria Madalena, tendo feito onze apresentações, incluindo um festival de homenagem ao poeta-dramaturgo agendado para o dia 10 de maio que acabou não ocorrendo.
Cepelos foi encontrado morto junto às pedras da praia que existia na rua Pedro Américo, no Catete. Não se sabe, até hoje, se teria se suicidado ou caído acidentalmente, pois era míope.
Na sua cidade natal, bem como na capital do Estado, foi homenageado com uma rua chamada "Batista Cepelos", nome com o qual assinava sua literatura e traduções.
Uma curiosidade sobre o poeta, é que o espiritualista Francisco Cândido Xavier teria psicografado e publicado um poema de sua autoria, publicando-o em livro.

## Obras
- 1896 A Derrubada, poesia;
- 1902 O Cisne Encantado, poesia;
- 1906 Os Bandeirantes, poesia;
- 1908 Vaidades, poesia;
- 1910 O Vil Metal, romance e novela